# Episodi di Crossing Lines (seconda stagione)
La seconda stagione della serie televisiva Crossing Lines, composta da dodici episodi, è stata distribuita per la prima volta online attraverso il servizio di video on demand Amazon Instant Video, nel Regno Unito, il 15 agosto 2014, e in Italia dal 22 ottobre 2015 su Netflix.
| nº | Titolo originale           | Titolo italiano                | Uscita originale | Uscita Italia   |
| -- | -------------------------- | ------------------------------ | ---------------- | --------------- |
| 1  | The Rescue                 | Il salvataggio                 | 15 agosto 2014   | 22 ottobre 2015 |
| 2  | The Homecoming             | Il ritorno                     | 15 agosto 2014   | 22 ottobre 2015 |
| 3  | The Kill Zone              | Il cecchino                    | 15 agosto 2014   | 22 ottobre 2015 |
| 4  | Everybody Will Know        | Tutti lo sapranno              | 15 agosto 2014   | 22 ottobre 2015 |
| 5  | Home Is Where the Heart Is | Violazione di domicilio        | 15 agosto 2014   | 22 ottobre 2015 |
| 6  | Freedom                    | Libertà                        | 15 agosto 2014   | 22 ottobre 2015 |
| 7  | The Velvet Glove           | La digitale                    | 15 agosto 2014   | 22 ottobre 2015 |
| 8  | Family Ties                | Legami famigliari              | 15 agosto 2014   | 22 ottobre 2015 |
| 9  | Truth and Consequences     | La verità e le sue conseguenze | 15 agosto 2014   | 22 ottobre 2015 |
| 10 | The Long Way Home          | La lunga strada verso casa     | 15 agosto 2014   | 22 ottobre 2015 |
| 11 | The Team: Part One         | La squadra (1ª parte)          | 15 agosto 2014   | 22 ottobre 2015 |
| 12 | The Team: Part Two         | La squadra (2ª parte)          | 15 agosto 2014   | 22 ottobre 2015 |

## Il salvataggio
- Titolo originale: The Rescue
- Diretto da: Xavier Gens
- Scritto da: Edward Allen Bernero

### Trama
Contro la terribile perdita di Anne Marie la squadra ha solo 24 ore per trovare e salvare Louis e Rebecca. Nel frattempo, Dorn gioca una partita pericolosa con Dimitrov.

## Il ritorno
- Titolo originale: The Homecoming
- Diretto da: Michael Wenning
- Scritto da: Edward Allen Bernero

### Trama
L'ex collega di Hickman a New York, Amanda Andrews, è nel mezzo di un pericoloso salvataggio di giovani donne rapite. Ma è una trappola di Genovese.

## Il cecchino
- Titolo originale: The Kill Zone
- Diretto da: Eric Valette
- Scritto da: Edward Allen Bernero e Christopher Smith

### Trama
Un cecchino molto abile uccide le persone indiscriminatamente per attirare l'attenzione sul suo rancore politico. Sul fronte interno, Rebecca accetta di tornare ancora una volta all'ICC e Arabela, il nuovo membro del team, inizia a lavorare.

## Tutti lo sapranno
- Titolo originale: Everybody Will Know
- Diretto da: Philip John
- Scritto da: Oliver Hein-Macdonald

### Trama
"Tutti sapranno" - un messaggio di testo minaccioso inviato ripetutamente a determinati adolescenti insieme a video incriminanti. L'obiettivo: indurre i destinatari a suicidarsi. Finora, tre sono morti. All'ICC, Dorn mette Sebastian sotto inchiesta interna quando scopre che la sua abitudine di gioco d'azzardo è stata fatta trapelare alla stampa.

## Violazione di domicilio
- Titolo originale: Home Is Where the Heart Is
- Diretto da: Ben Bolt
- Scritto da: Edward Allen Bernero e Corinne Marrinan

### Trama
Una serie di violente invasioni domestiche in Belgio e Germania si sono intensificate. In Belgio, un'intera famiglia è stata brutalmente assassinata. Andando per la prima volta in incognito, Sebastian si unirà a una banda di motociclisti nel loro prossimo lavoro.

## Libertà
- Titolo originale: Freedom
- Diretto da: Laurent Barès
- Scritto da: Clive Bradley

### Trama
Amanda porta Genovese all'Aja per essere processato ma sembra compiaciuto, come se sapesse qualcosa che non sanno. Dice di avere informazioni inestimabili su un grande giocatore nel traffico di esseri umani - per il quale vuole contrattare per una liberazione anticipata dal carcere. Mentre Eve va in incognito per cercare di ottenere informazioni sulla banda della tratta di esseri umani, Hickman e Amanda fanno pressione su Genovese.

## La digitale
- Titolo originale: The Velvet Glove
- Diretto da: Kerric Macdonald
- Scritto da: Edward Allen Bernero e Corinne Marrinan

### Trama
Miles Lennon contatta Dorn e il team per chiedere aiuto in un'indagine su una potenziale rete di vedove nere che organizzano incontri e incidenti per ottenere il controllo sui loro anziani mariti.

## Legami famigliari
- Titolo originale: Family Ties
- Diretto da: Diarmuid Lawrence
- Scritto da: Edward Allen Bernero

### Trama
Lennon chiama il team per chiedere aiuto su una nuova serie di droghe contaminate rilasciate a Londra, ma l'indagine è complicata a causa della certezza di Lennon che la famiglia di Tommy sia coinvolta nella distribuzione delle droghe.

## La verità e le sue conseguenze
- Titolo originale: Truth and Consequences
- Diretto da: Stephen Woolfenden
- Scritto da: Oliver Hein-Macdonald

### Trama
Un tentativo di rapimento di un'amica stella del cinema di Dorn's espone una complessa connessione con uno strano culto e un incidente stradale di due anni fa.

## La lunga strada verso casa
- Titolo originale: The Long Way Home
- Diretto da: Xavier Gens
- Scritto da: Jason Bernero

### Trama
Quando Eva scopre un cadavere bagnato sulla riva, durante una visita in Italia, un giornalista rivela di aver scoperto le prove di un serial killer che annega le sue vittime e lascia una strana conchiglia in gola.

## La squadra (1ª parte)
- Titolo originale: The Team: Part One
- Diretto da: Bill Eagles
- Scritto da: Erika Harrison

### Trama
Eva pensava di aver visto suo padre, che a lungo credeva fosse morto, in Spagna. Il resto della squadra indaga su due fughe da diversi carceri progettate in modo elaborato

## La squadra (2ª parte)
- Titolo originale: The Team: Part Two
- Diretto da: Xavier Gens
- Scritto da: Edward Allen Bernero

### Trama
La squadra, inizialmente sconcertata dalle tattiche della banda, inizia a mettere insieme i pezzi. Hickman avverte la squadra rendendosi conto che la psichiatra del carcere è in fuga. Mentre il mistero si svolge, segue anche una tragedia per la squadra (che la distruggerà).